# Museo delle api - Centro apicoltura di Ca' Cappellino
Il Museo delle Api – Centro di Apicoltura di Ca’ Cappellino è attivo nell’omonima località del comune di Porto Viro, in Provincia di Rovigo. 
Il centro è stato istituito dalla comunità di apicoltori polesani e dall’amministrazione comunale con l'obiettivo di sensibilizzare il pubblico alla straordinaria produttività delle api e per promuovere la specialità locale del Miele del Delta del Po. Il Centro ospita, oltre ad una sezione produttiva e di vendita del miele, una sezione didattica dedicata ai meticolosi processi di azione delle api. La struttura è di proprietà del Comune e fa parte della rete del Sistema Museale Provinciale Polesine.

## Storia

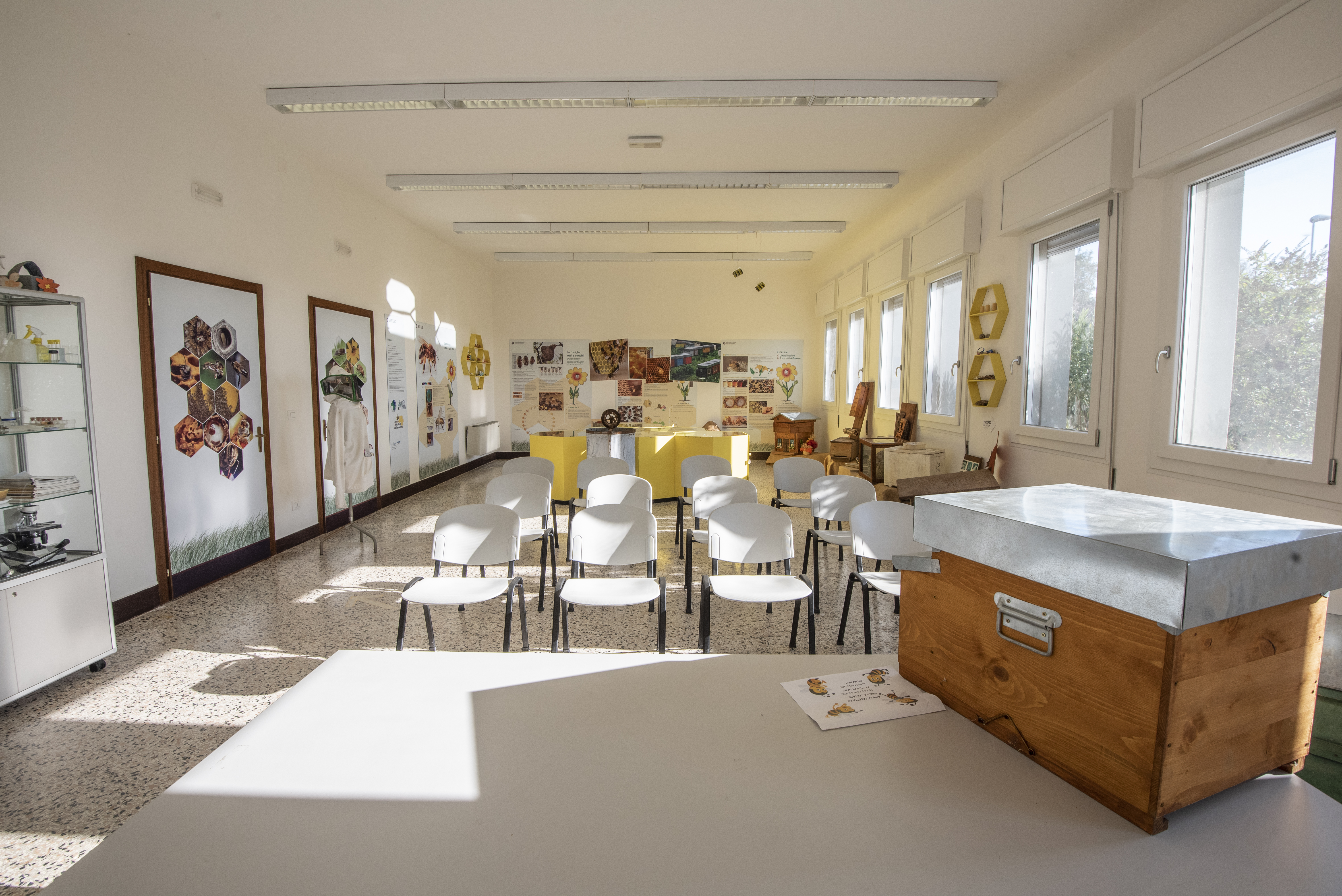
Sala conferenze del Museo delle Api di Ca' Cappellino

Il Centro è stato inaugurato ad aprile 1998 nei locali ristrutturati delle ex scuole elementari della frazione. Dalle prime visite occasionali di curiosi ed addetti ai lavori la realtà del centro si è evoluta con un percorso espositivo - didattico. Il complesso ospita un centro polifunzionale con una mostra sull’apicoltura con adiacente sala smielatura, un laboratorio per analisi chimiche, una sala riunioni ed un punto vendita. Collabora con il Centro Regionale per l’Apicoltura per diagnostica e controllo delle malattie dell’alveare e l’Associazione Apicoltori del Delta del Po dispone dei locali per svolgere la propria attività produttiva ed organizzare corsi di formazione.

### Miele del Delta del Po
Il miele è uno dei più antichi prodotti d’origine animale, già Plinio il Vecchio nella Naturalis historia rivolse alcune righe alle attività degli apicoltori polesani, in simbiosi con il fiume Po e la prosperosa vegetazione circostante. Il miele prodotto nel Polesine è noto per le sue caratteristiche organolettiche, influenzate dal clima e dalla vicinanza del mare Adriatico, la cui qualità è stata riconosciuta con una propria etichetta, confezione e denominazione esclusive.  Oltre ai più noti mieli di acacia e millefiori, le varietà polesane sono erba medica, tiglio, colza, melone e radicchio. Viene tutelato dal Ministero delle politiche agricole alimentari e forestali come prodotto PAT. Dal 2009 Ca’ Cappellino ospita l’annuale Festa del Miele, organizzata ad inizio autunno per riscoprire i capisaldi della tradizione apiaria e celebrare un prodotto identitario. Per l’occasione il centro viene allestito con stand per assaggi e vendita dei prodotti, vengono proposte attività ludiche, laboratori e vari itinerari turistici nelle oasi del Delta del Po.

## Struttura

### Centro operativo

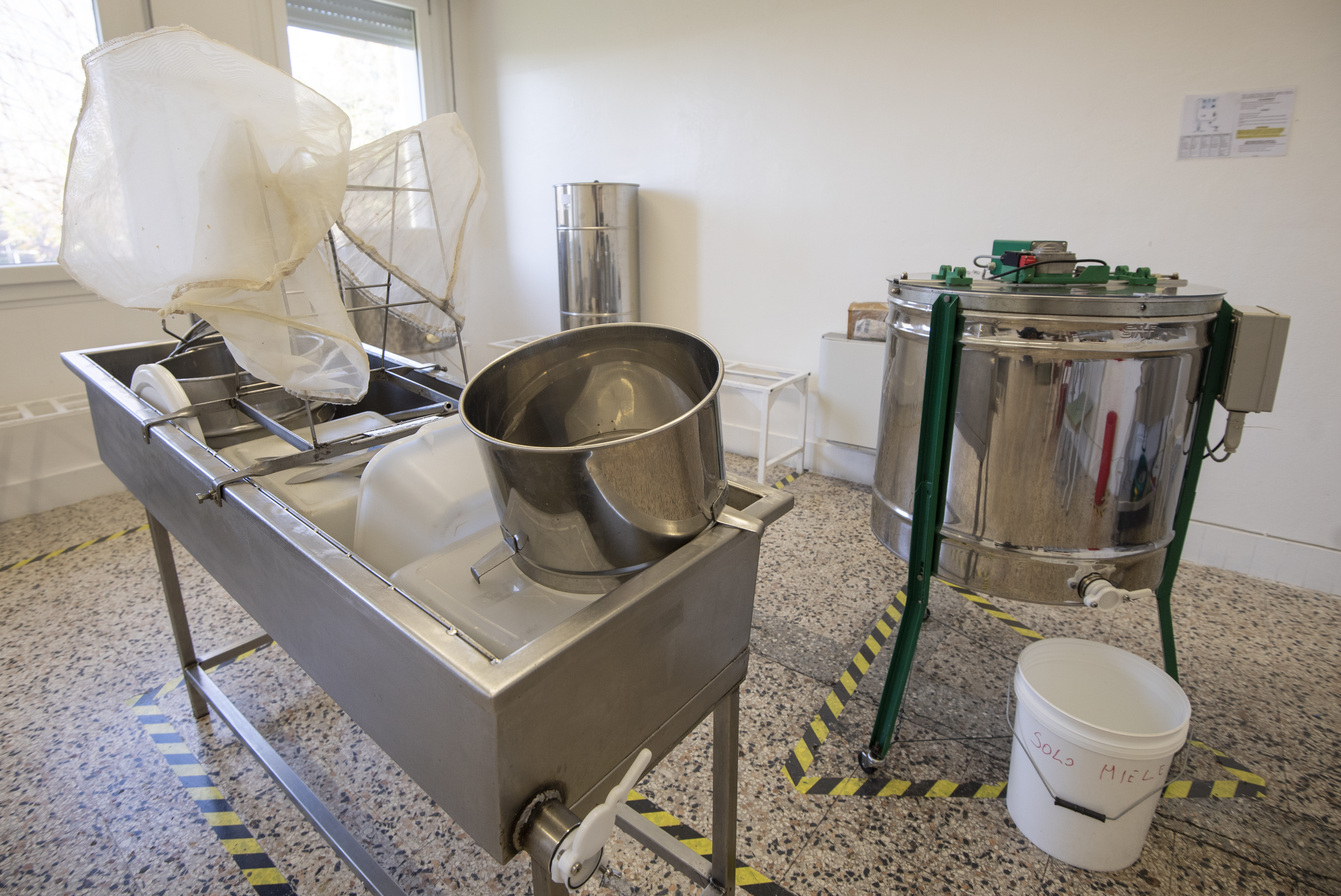
Sala smielatura del Centro di apicoltura di Ca' Cappellino

Il Centro vanta una sala di smielatura frequentata da apicoltori dell’intera provincia di Rovigo. Una vetrata consente di osservare dalla sala espositiva i locali dedicati alla produzione, affiancando così un mestiere millenario alla didattica del territorio e del suo miele unico. La lavorazione parte dal prelievo dei favi dall’alveare e dalla rimozione dell’opercolo dalle celle.  Vengono inseriti in uno smielatore rotante che agevola l’estrazione del miele, poi analizzato chimicamente e lasciato decantare per circa quindici giorni in un maturatore. Il miele viene infine confezionato e inserito nel punto vendita, con i vari prodotti dell’alveare come melata, polline, propoli, pappa reale e manufatti in cera d’api. Oltre a mettere a disposizione i locali per la lavorazione, il centro fornisce supporto tecnico ad apicoltori e appassionati che intendono avvicinarsi all’universo delle api.

### Mostra sulle api e area didattica

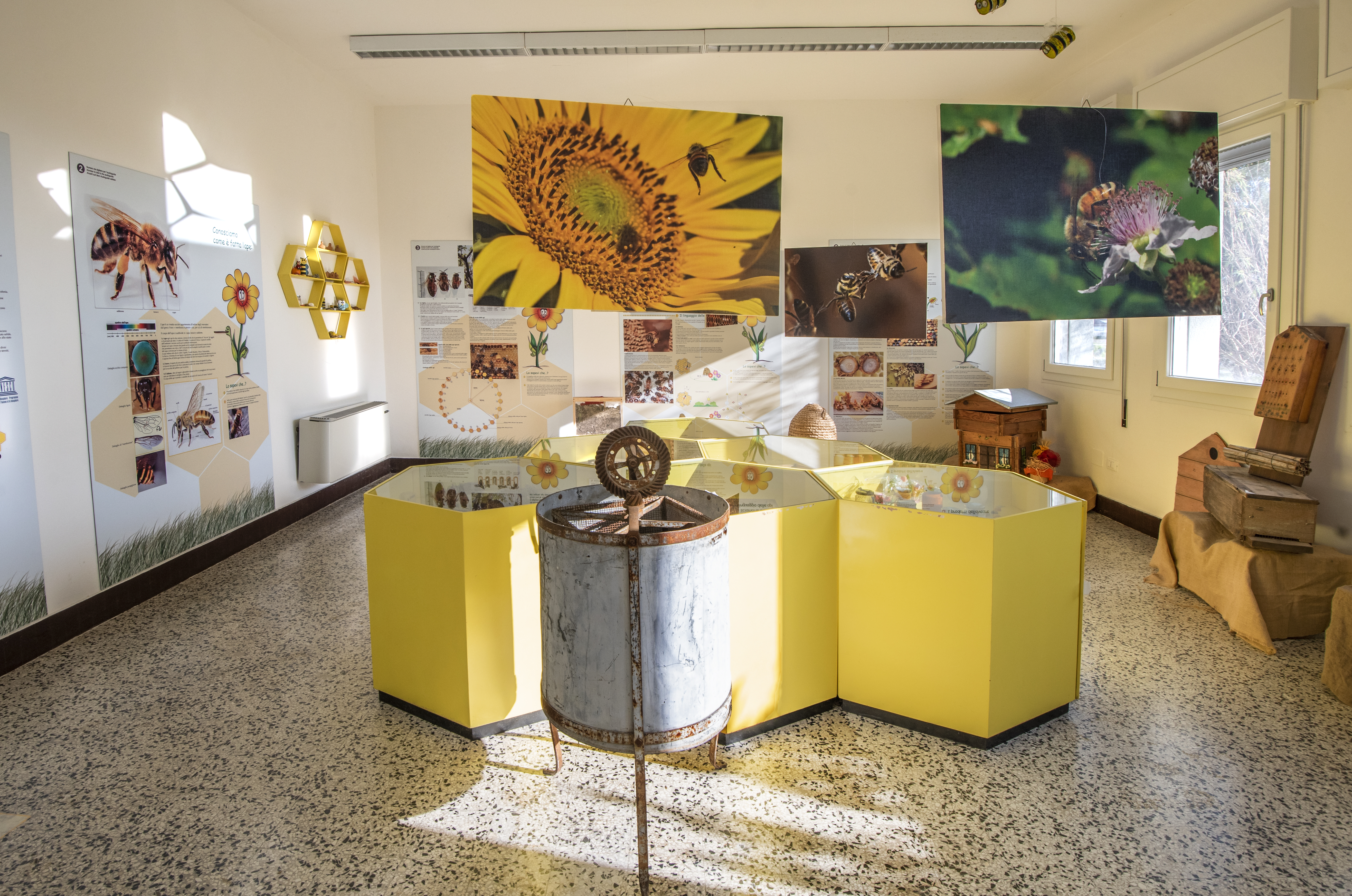
Area espositivo - didattica del Museo delle Api di Ca' Cappellino

Varcata la soglia si accede ad un breve percorso divulgativo, allestito a cura dell’Associazione Apicoltori del Delta del Po, con pannelli illustrativi sulla vita delle api e i loro prodotti. In alcune teche sono conservati dei nidi naturali di imenotteri e sono inoltre esposte delle attrezzature storiche per la lavorazione del miele. Nella sala polivalente si viene introdotti alla millenaria storia dell’apicoltura ed al microcosmo dell’alveare. Questo spazio viene sfruttato anche come aula operativa per le scolaresche grazie alla postazione microscopi ed alla proposta di video e laboratori di manipolazione della cera d’api. Il giardino esterno è parte integrante del percorso didattico ed è fornito di pannelli illustrativi sulle diverse aree tematiche.